# Film kultowy

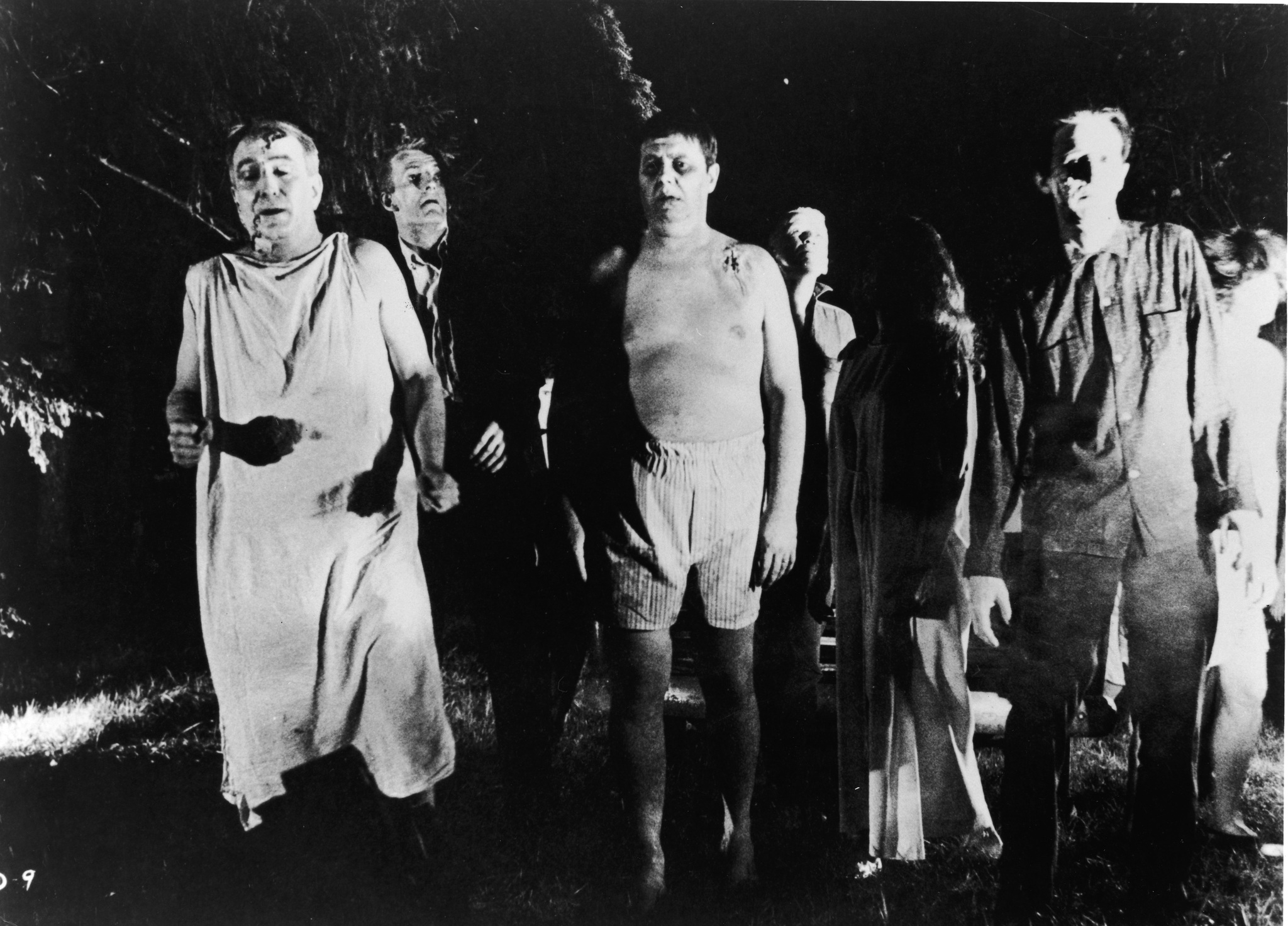
Scena z filmu Noc żywych trupów

Film kultowy – film, który odcisnął się w świadomości społeczeństwa/grupy/pokolenia, będący jednocześnie ich symbolem. Trafiający w czuły punkt odbiorców, który często jest odzwierciedleniem oczekiwań, wierzeń czy nastrojów danego pokolenia. Film taki nierzadko operuje wieloznacznymi symbolami w tym też, acz niekoniecznie, religijnymi.
Pojęcie film kultowy, wykreowane przez kulturę masową w latach 60. jako subiektywna ocena odbiorców, jest z założenia nieostre i trudne do jasnego sklasyfikowania. Nie ma jednej obiektywnej lub słownikowej definicji filmu czy kina kultowego. Nie ma sztywnych reguł, pod które podporządkujemy film, który ma zwać się kultowym. Zależnie od przyjętych kryteriów i rodzaju grupy odbiorców można stwierdzić, że istnieje szereg indywidualnych definicji kultowości filmu. Są filmy, które mimo upływu lat mają dużą grupę odbiorców pozostających pod ich wpływem; dla ludzi związanych z karate i wschodnimi sztukami walki Wejście smoka pozostaje takim filmem.
Organizatorzy Festiwalu Filmów Kultowych w Katowicach na swojej stronie internetowej podają wyjaśnienie. czym jest dla nich taki film:
- film przenoszący pewne wartości i wzory zachowań (a także czasami swój język) na społeczeństwo (np. Gwiezdne wojny, Rejs, Seksmisja, Hydrozagadka itd.),
- film programowo kultowy (np. Buena Vista Social Club, Mulholland Drive, Truposz, Podziemny krąg itp.),
- każdy następny film kultowego reżysera lub aktora (David Lynch, Jim Jarmusch),
- film, który stał się popularny, zanim wszedł na ekrany kin (np. Matrix, Mroczny rycerz).